# Robotok és Birodalom
A Robotok és Birodalom (angolul: Robots and Empire) Isaac Asimov tudományos-fantasztikus regénye, amely először 1983-ban jelent meg. Magyar fordításban 1993-ban jelent meg a Móra Ferenc Könyvkiadónál.
Ez a könyv Asimov Robot sorozatának negyedik regénye, a történet folytatása az Acélbarlangok, A mezítelen nap és A Hajnal bolygó robotjai című regényeknek, illetve a Tükörkép című novellának. A regény főhősei R. Daneel Olivaw és R. Giskard, illetve Gladia, mindannyian szerepeltek a Asimov A Hajnal bolygó robotjai című krimijében is.

## Történet
|  | Alább a cselekmény részletei következnek! |

A regény cselekménye körülbelül kétszáz évvel azután játszódik, hogy Elijah Baley segített Dr. Fastolfe-nak az Aurora és egyben a negyvenkilenc (mivel Solaria, az ötvenedik, már kétszáz éve elnéptelenedett) kolónia vezető politikusának és Daneel valamint Giskard robotok készítőjének és tulajdonosának megoldani egy „gyilkossági” ügyet az Aurora nevű bolygón. Dr. Fastolfe ezáltal majd kétszáz évre háttérbe tudta szorítani legfőbb politikai ellenfelét, Dr. Amadirót, és lehetővé vált a Föld számára, hogy az ötven űrjáró bolygón túl telepeseket küldjön újabb bolygók kolonizálására.
Elijah Baley, aki rövid életű földlakó volt, már jó százhatvan éve halott, de egykori szerelme, a Solaria nevű bolygóról kétszáz éve elmenekült Gladia még él, hiszen az űrlakók sokkal hosszabb életet élnek. Már a harmadik, Dr. Fastolfe-fal hosszú és eseménytelen házassága is véget ért, két gyermeke már felnőtt aurorai, akikkel az ottani szokásoknak megfelelően nem tart semmilyen kapcsolatot. Szülőbolygója, a Solaria pedig elhagyatottá vált – lakói ismeretlen helyre távoztak a bolygóról, hátrahagyva több millió egykori robotjukat.
Dr. Fastolfe néhány éve szintén meghalt. Halálakor házát és két legfontosabb robotját, Daneelt és Giskardot Gladiára hagyta örökül, ezért azok azóta Gladiát szolgálják. Halála után Fasfolfe pártja az aurorai politikában fokozatosan meggyengült, és a valódi hatalom egyre inkább Dr. Amadiro kezébe került át. A Fastolfe által uralt kétszáz év alatt azonban a Földről jelentős számú telepes áramlott ki és foglalt el új bolygókat, amelyek közül a legelsőt, a Baleyföld nevű bolygót még Elijah Baley fia, Bentley Baley kolonizálta. Az űrjárók katonai fölénye megszűnőben van – egy esetleges háborúban már jelentős veszteségekkel kellene számolniuk.
Gladia egyhangú mindennapjait két találkozó zavarja meg. Meglátogatja őt egyik távoli leszármazottja, a fiatal Dr. Mandamus, akiről kiderül, hogy Dr. Amadiro egyik legbefolyásosabb bizalmasaként, utódjelöltjeként dolgozik – hasonlóan Dr. Fastolfe lányához, Vasiliához, aki szintén saját apja ellenfeleként dolgozott Dr. Amadiro mellett az eltelt kétszáz év alatt (mivel összeveszett apjával, mert az megtagadta tőle, hogy nagykorúságakor a társadalmi szokásokat követve szexuális kapcsolatra lépjen vele), és szintén Dr. Amadiro utódjaként képzeli el magát a Robotikai Intézet élén. Dr Mandamus ráveszi Gladiát, hogy fogadjon egy másik látogatót is, egy D. G. Baley nevű telepest, aki pedig Elijah Baley távoli leszármazottjának bizonyul.
D. G. Baley meggyőzi Gladiát, hogy tartson vele egykori szülőbolygójára, az elhagyatottnak vélt Solariára. A nem veszélytelen út célja, hogy megtudják, hogyan semmisült meg a telepeseknek az a két kereskedőhajója, amelyek a bolygó felszínére a közelmúltban leszálltak. Mivel a bolygó lakói mindannyian ismeretlen helyre távoztak, amikor elhagyták a Solariát, ezért Gladia az egyetlen ismert solariai, akinek van helyismerete, ezért úgy vélik, hasznos lehet, ha erre a küldetésre elviszik magukkal.
A háttérből természetesen most is Giskard és Daneel irányítják a szálakat. Vasiliának köszönhetően (bár ő ennek nincs tudatában) Giskard telepatikus úton kapcsolatba tud lépni a közelében lévő emberekkel és képes olvasni a tudatukban, elsősorban az érzelmeik érzékelésével, valamint az első törvény szabta határok között módosítani is képes az akaratukat. Giskard és Daneel érzékelik a kialakulóban lévő válságot: az űrjárók, élükön Dr. Amadiróval látják, hogy néhány éven belül a telepesek és a Föld katonai fölénybe kerül, ezért megpróbálják megragadni az utolsó és egyetlen lehetőséget, hogy visszafordítsák a folyamatot. A részletek azonban Giskard és Daneel számára is ismeretlenek, ezért abban a reményben veszik rá Gladiát a solariai útra, hátha ott többet tudnak meg a válság mibenlétéről.
A Solaria bolygón kiderül, hogy a solariai emberek tényleg elmentek a bolygóról, azonban humanoid robotokat hagytak hátra maguk után a bolygó és az ott maradt milliónyi robot őrzésére. Ezeket a humanoid robotokat pedig úgy programozták be, hogy csak a solariai nyelvjárásban beszélő embereket ismerjék fel igazi embernek a robotika három törvénye értelmében, mindenki mást pedig semmisítsenek meg. Ezért a bolygóra leszállva ezek a humanoid robotok rátámadnak Baleyre és Daneelre, és csak Gladia parancsait hajlandóak bizonyos mértékig elfogadni. A többiek elpusztítására vonatkozó parancsuk viszont olyan erős, hogy Gladia sem tudja megállítani őket: Giskard közbeavatkozása menti meg a helyzetet, a robot lefagy, amikor telepatikus képességei segítségével leállítja. Erről azonban csak Daneel tud, a telepesek azt hiszik, hogy Gladia parancsai tették tönkre a robotot.
Baley kapitány hősként állítja be Gladiát mind a hajója legénysége, mind pedig Baleyföld lakói előtt. Ezenfelül magukkal viszik a Solaria titkos fegyverét, azt a hordozható méretű nukleáris erősítőt, amivel a solariai robotok az ő hajójukat akarták megsemmisíteni.
Baleyföldön hatalmas fogadást rendeznek Gladia tiszteletére, ahol rövid beszédet is kell tartania. Gladia most először találkozik egyszerre több ezer emberrel, azonban pacifista beszéde mégis hatalmas sikert arat, ő pedig rájön, hogy a telepesek és az űrjárók közötti jobb viszony megteremtése és a béke fenntartása lehet az igazi életcélja hátralevő életére.
Mindeközben az is kiderül, hogy a két aurorai hadihajó közül, amelyek Baley hajóját követték a Solariára, az egyik szintén leszállt a bolygó felszínére, azonban ugyanúgy megsemmisült, mint a két korábbi telepeshajó. A solariaiak műve tehát nincs összefüggésben a válság aurorai szálaival. Ezenfelül az Aurora most már harcias hangvételű üzenetben követeli, hogy a telepesek hozzák haza Gladiát az Aurorára. Ezen követelés mögött Daneel azonban más indítékot sejt: szerinte az Aurorán időközben rájöttek valahogy Giskard eddig titokban tartott telepatikus képességére, és ezért valójában a robotot akarják visszakapni és nem Gladiát.
Daneelnek ez a sejtése az Aurorán be is igazolódik. Miután Gladia tájékoztatta az Aurora vezetőit a Solarián tapasztaltakról és arról, hogy tovább akar utazni Baley kapitánnyal a Földre, Dr. Amadiro csellel ráveszi őt és két robotját, Daneelt és Giskardot, hogy találkozzanak Dr. Vasiliával. Valójában Dr. Vasilia jött rá Giskard titkára. Ennek az az oka, gyermekkorában ő hajtotta végre azokat a módosításokat Giskardon, amelyek eredményeképpen telepatikus képességekre tett szert. Vasilia megpróbálja meggyőzni Giskardot, hogy álljon át az ő oldalára, hiszen egykor az ő robotja volt, ezért elsősorban neki tartozik engedelmességgel. Daneel azonban a robotika nulladik törvényére hivatkozva kéri Giskardot, hogy ezt a parancsot ne teljesítse, hiszen ez az emberiség kárára lenne. A hezitáló Giskard végül akkor dönt, amikor Vasilia négy saját robotjának azt a parancsot adja, hogy szereljék szét az ellene érvelő Daneelt. „Barátja” védelmében Giskard túllép az első és a második törvény korlátain, és elfogadja a nulladik törvény erejét.
Mielőtt kiderülne, hogy Giskard „legyőzte” Vasiliát, Baley kapitány, valamint Gladia és a két robot sikeresen elhagyja az Aurorát, és a Föld felé folytatja útját. Ennek részben megint Daneel és Giskard van a hátterében, mert ők most már egyértelműen arra a következtetésre jutottak, hogy a válság a Földön fog kirobbanni, az ismeretlen veszély a Földet fenyegeti.
Ebben megint igazuk van, mert az elmúlt hét évben Dr. Mandamus és Dr. Amadiro titokban humanoid robotokat juttatott el a Föld felszínére, és ott titkos feladattal bízta meg azokat. Amadiro és Mandamus is tudják, hogy Giskardék a nyomukban vannak, ezért egy aurorai hadihajó fedélzetén Baley-ék után erednek, majd titokban ők is leszállnak a Földre, hogy felgyorsítsák – egyébként is a befejezéséhez közeledő – tervük végrehajtását.
Gladiát és Baleyt a Földön is hősnek kijáró tisztelettel fogadják. Gladiának itt is beszédet kell tartania, azonban beszéde közben a nézők közül valaki az emelvényen állók közé lő. A merénylő Amadiro egyik humanoid robotja, a célpont pedig Giskard, akitől Amadiro annyira tartott, hogy a Föld elleni akciójában szereplő egyik robot eredeti feladatát megváltoztatva Giskard megölésére küldte. Daneel azonban megmenti Giskardot, a tömeg pedig elkapja a merénylőt, akit így Daneel és Gladia kihallgathatnak. A robotnak Amadiro szigorúan megtiltotta, hogy bármilyen kérdésre válaszoljon, ezért az lefagy, amikor a támaszpontjuk felől kérdezik: a „mérföld” az egyetlen szó, amit ki tud mondani még mielőtt lefagyna.
Másnap Giskard és Daneel Baley kapitány gondjaira bízza Gladiát, ők pedig a támaszpont felkutatására indulnak. Rájönnek, hogy a „mérföld” jelentése a „Három mérföld sziget” nevű elhagyatott hely lehet és odamennek. Mire megérkeznek, Amadiro és Mandamus már készen állnak tervük végrehajtására. Humanoid robotjaik segítségével nukleáris erősítőket építtettek az elmúlt években a Föld tizennégy pontján. Olyan helyeken, ahol a földkéregben az urán vagy a tórium koncentrációja magasabb. Ezekkel az erősítőkkel visszafordíthatatlan nukleáris reakciót akarnak megindítani, ami majd megnöveli a Föld radioaktív háttérsugárzását, így téve az emberek számára lakhatatlanná. Amikor a két robot odaér hozzájuk éppen azon vitatkoznak, hogy a beindított reakció milyen gyors lefolyású legyen: Amadiro a gyors sugárzásnövekedést szeretné, ami több milliárd ember halálával járna, Mandamus azonban megelégedne egy lassú folyamattal, ami lehetővé tenné a földlakóknak, hogy a növekvő sugárzás elől kivándoroljanak a telepesek bolygóira, illetve új bolygókat kolonizáljanak.
Giskard, annak hallatára, hogy Amadiro több milliárd embert akar megölni, telepatikusan kitörli az agyából az egész tervet, megkockáztatva ezzel, hogy maradandó károsodást okoz Amadiro elméjében. Mandamus azonban azzal érvel, hogy a Föld fokozatos radioaktívvá tétele hosszú távon mind az űrjáróknak, mind pedig a földlakóknak a javára válna, hiszen a földi élet jelenlegi formája zsákutca, ami sehova sem vezet. Giskard ezt az érvelést igaznak fogadja el, ezért megakadályozza Daneelt abban, hogy közbeavatkozzon, amikor Mandamus beindítja a lassú láncreakciót. Ez a cselekedete azonban – tekintettel arra, hogy nem biztos benne, hogy helyesen cselekedett – annyira megviseli a pozitronagyát, hogy nem képes tovább működni. „Halála” előtt azonban átadja Daneelnek azt a tudást, aminek segítségével most már Daneel is képes lesz telepatikus úton olvasni az emberek és robotok gondolataiban, illetve befolyásolni őket.
|  | Itt a vége a cselekmény részletezésének! |

## Megjelenések

### Angolul
1. Robots and Empire, Doubleday, 1985[2]

### Magyarul
1. Robotok és Birodalom; ford. Füssi-Nagy Géza; Galaktika, Bp., 1993 (Alapítvány és Birodalom sorozat)
2. Robotok és Birodalom, Lazi Bt., Szeged, 2000, ford. Füssi-Nagy Géza[3]
3. Asimov teljes Alapítvány-Birodalom-Robot Univerzuma, 2. kötet, Szukits Könyvkiadó, Szeged, 2002, ford. Füssi-Nagy Géza[4]
4. Robotok és birodalom. Isaac Asimov Robot sorozatának 4. kötete; ford. Pétersz Tamás; Gabo, Bp., 2023